# Menabrea (birra)
Menabrea è una marca di birra che viene prodotta dalla omonima azienda la cui sede storica e il birrificio sono localizzati a Biella, in Piemonte.
Sotto questo marchio - di proprietà a partire dai primi anni novanta dal gruppo Forst, fino ad allora di proprietà della famiglia Thedy (erede dei fondatori della società), di cui Franco Thedy mantiene tuttora la carica di amministratore delegato - vengono prodotti annualmente oltre 250.000 ettolitri di birra, grazie a 48 dipendenti nella sede di Biella, parte dei quali destinati all'esportazione in trentasei paesi, garantendo così un fatturato complessivo di 40 milioni di euro.
Dagli anni trenta è rappresentata attraverso alcune taverne che portano il suo nome, situate - oltre che a Biella (ove, accanto allo stabilimento, si trovano un pub e un ristorante), in altre città del Piemonte, fra cui Novara e Torino. Accanto al birrificio si trova Casa Menabrea, il Museo della Birra, che illustra il processo di produzione della birra, la storia dell’azienda e della famiglia che la guida da cinque generazioni, attraverso un’esposizione di utensili, macchinari, strumenti, cimeli, documenti, bottiglie, pubblicità che hanno accompagnato la storia di Menabrea.

## Storia
Attorno al nome Menabrea si è sviluppata parallelamente la storia di una intera dinastia di mastri birrai. L'azienda venne fondata come laboratorio per la produzione della birra nel 1846, per opera della famiglia Welf di origine walser di Gressoney-La-Trinité in Valle d'Aosta e dei fratelli Antonio e Gian Battista Caraccio, originari di Bioglio e titolari di una caffetteria a Biella. Fra il 1854 e il 1864, rimasti da soli alla guida del laboratorio ristrutturato, i fratelli Caraccio dapprima affittarono e poi cedettero la birreria per 95 000 lire dell'epoca a due aostani, Jean Joseph Menabrea (che dal 1861 con l'Unità d'Italia cambierà il nome in Giuseppe) e Antonio Zimmermann.
L'azienda passò nelle mani del solo Menabrea e dei suoi figli nel 1872 quando la ragione sociale diventò G. Menabrea & Figli. La produzione di un ottimo tipo di birra bionda Pilsner e di una scura di tipo Monaco (che pare fosse molto apprezzata da un biellese illustre, Quintino Sella, studioso e fondatore del Club Alpino Italiano), fece guadagnare nel 1882 a Carlo Menabrea, figlio di Giuseppe, subentrato alla morte del padre alla guida dell'azienda, la nomina di Cavaliere dell'Ordine della Corona d'Italia conferitagli da re Umberto I.

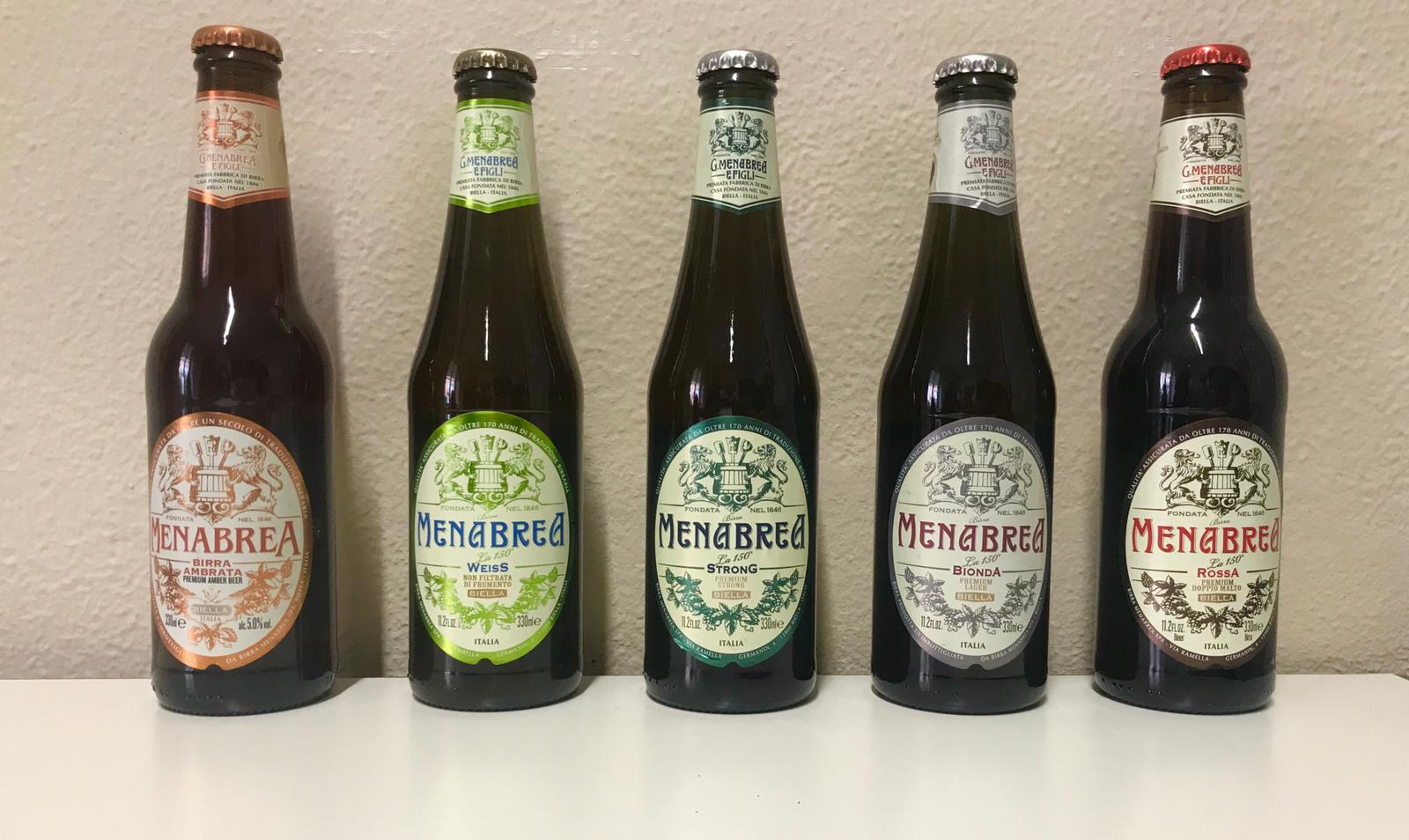
La gamma completa delle birre Menabrea 150º Anniversario da 33 cl.

La svolta intervenuta nella proprietà della fabbrica a cavallo tra il XIX e il XX secolo (1896-1899) - quando subentrano nella conduzione aziendale i cognati Emilio Thedy e Augusto Antoniotti, coniugi rispettivamente delle eredi Menabrea, Eugenia e Albertina - non mutò la politica della fabbrica che poté attraversare - fino a oggi - tutto il XX secolo mantenendo inalterata la propria fama. A garantire la notorietà a questa azienda è stato con il passare del tempo soprattutto il sempre maggiore quantitativo di birra prodotta.
Dagli anni ottanta, sempre sotto la direzione degli eredi della famiglia Thedy, la birra Menabrea ha incrementato ulteriormente la propria attività. L'ampliamento della fabbrica di Biella, unito a un incremento della produzione - fino ad allora attestata intorno ai 36-40.000 ettolitri - le ha consentito di uscire da quella che era stata fino ad allora, almeno sul piano produttivo, una dimensione tutto sommato provinciale.
L'ingresso nel Gruppo Forst, favorito da un'antica amicizia birraria e avvenuto nel 1991, ha permesso di mantenere la propria identità e la propria indipendenza, conservando così viva la cultura e la tradizione. Nel 1996 per festeggiare il 150º anniversario ha creato la 150º anniversario Bionda lager, vincitrice del riconoscimento di Chicago l’anno successivo. Dal 1996 a oggi la serie delle 150º anniversario si è arricchita di altre quattro birre: la Ambrata, la Strong, la Rossa e la Weiss.
A queste si sono affiancate le quattro Top Restaurant pensate per la ristorazione in formato da 75 cl, in quattro varietà: Light, Bock, Weiss, Pils, quest’ultima disponibile anche in lattina dal 2018.
La Christmas Beer, disponibile solo nel periodo natalizio, completa la produzione di Menabrea.

## Varianti
- Menabrea Original, birra lager diffusa nella GDO, prodotta nello stabilimento Forst di Lagundo in provincia di Bolzano[7].
- Menabrea la 150°: gamma di birre prodotta per celebrare il centocinquantesimo anniversario della fondazione della società:
  - Bionda: premium lager prodotta a partire da malto, mais, luppolo e acqua con grado alcolico 4,8%[8];
  - Ambrata: premium lager ambrata di tipo Maerzen, prodotta con gli stessi ingredienti della bionda e con grado alcolico 5%[9];
  - Strong: strong lager a doppio malto, dal gusto orientato verso l'amaro. A differenza della Bionda e dell'Ambrata non contiene mais ed ha un grado alcolico dell'8%[10];
  - Rossa: lager rossa doppio malto e con grado alcolico 7,5%[11];
  - Weiss: con malto d’orzo e malto di frumento, non filtrata e ad alta fermentazione, con grado alcolico 5,2%
- Menabrea Top Restaurant: gamma di birre disponibile in formato da 75 cl:
  - 35 Light: lager dal ridotto contenuto alcolico (3,5%), prodotta seguendo una ricetta a base di riso[12];
  - 55 Pils: birra di tipo Pilsner con grado alcolico 5,2%[13];
  - 75 Bock: birra Bock rossa doppio malto con grado alcolico 7,5%[14];
  - 5.2 Weiss: birra di frumento con grado alcolico 5.2%[15];
- Menabrea Christmas Beer: birra speciale rossa con grado alcolico 5,2% prodotta solo in prossimità delle festività natalizie[16].

La Menabrea produce altresì la birra tedesca Palmbräu su licenza della casa madre.

## Prodotti derivati

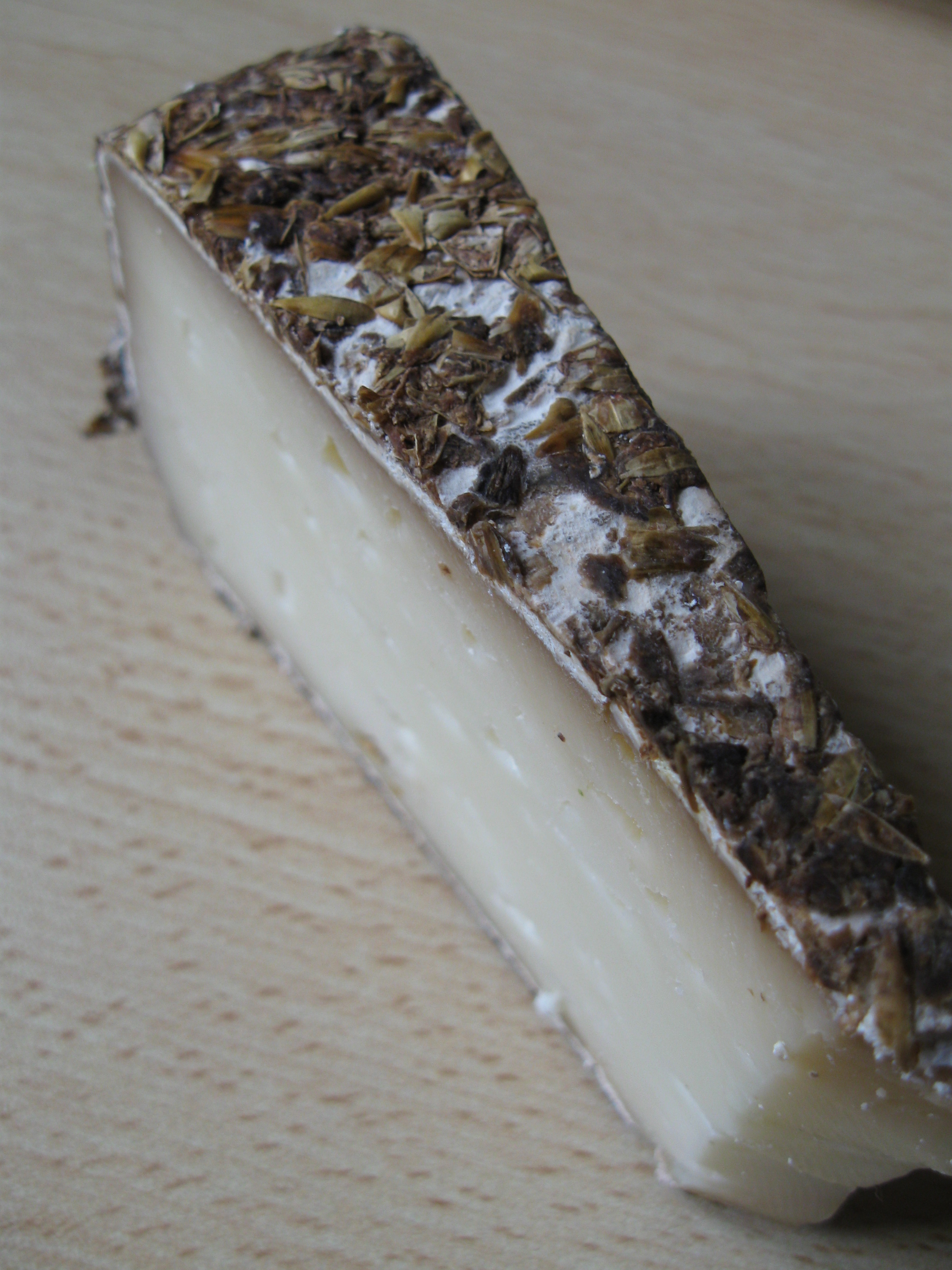
Formaggio alla birra Menabrea

La trebbie derivanti dalla filtratura di birra Menabrea vengono utilizzate dall'azienda Botalla Formaggi per produrre il formaggio Sbirro.

## Riconoscimenti
In oltre un secolo e mezzo di vita la birra Menabrea si è aggiudicata prestigiosi riconoscimenti fra cui, nel solo 1924, quattro Gran Premi alle esposizioni di Milano, Roma, Bruxelles e Parigi, nonché 3 medaglie d'oro (1997, 1998, 2000) per la Lager, 3 (2002, 2008, 2009) per la Amber e 6 (2005, 2006, 2007, 2008, 2010, 2011) per la Strong al World Beer Championships di Chicago.